# Python breitensteini
Python breitensteini, eller Borneo short-tailed python, Borneo python på engelska, är en pytonorm som huvudsakligen hittas på Borneo.

## Beskrivning
Fullvuxna examplar har rapporterats nå längder upp till 2,1 m men anses mer normalt nå länder runt 1,2-1,5 m. Trots denna relativt korta längd kan dessa kraftigt byggda ormarna nå vikter upp till 13 kg. Honor är generellt större än hanar. De har en väldigt kort svans, därav det Engelska namnet.

## Utbredningsområde
De hittas i de indonesiska och malaysiska delarna av Borneo men har också rapporterats upphittade på Sumatra och flera olika öar i Malackasundet.
Arten lever i låglandet och i bergstrakter upp till 1000 meter över havet. Den vistas i skogar och på odlingsmark.

## Ekologi
Individerna gömmer sig på dagen i jordhålor. De har bra simförmåga och var tidigare vanlig i träskmarker.

## Hot
Flera exemplar fångas för ormskinnets skull eller de hölls som sällskapsdjur. Hela populationen anses vara stor. IUCN listar arten som livskraftig (LC).

## Taxonomi
Var fram till 2001 en underart av Python curtus men är numera en egen art. 